# والاس ماكين
والاس ماكين هو رائد أعمال كندي، ولد في 9 أبريل 1930 في Florenceville-Bristol ‏ في كندا، وتوفي في 13 مايو 2011 في تورونتو في كندا بسبب سرطان البنكرياس.